# Carta di regola
Le carte di regola nelle comunità di villaggio trentine, dal medioevo alla fine del XVIII secolo, erano i documenti che, attraverso una serie di norme, definivano i modi e le forme della cura e dello sfruttamento dei beni collettivi appartenenti a ciascuna comunità (boschi, pascoli, malghe, strade, acque) e tutelavano le proprietà private. Alcune disposizioni riguardavano inoltre la nomina e le competenze di coloro che di anno in anno dovevano amministrare la regola (regolani, sindaci, giurati etc.), e le modalità con cui i suoi abitanti, i cosiddetti vicini, partecipavano alla vita della comunità. Vi si potevano trovare anche norme volte a dettare i tempi e i ritmi della vita contadina e dei lavori stagionali (come l'inizio delle vendemmie), a prevenire gli incendi nei villaggi, e articoli riguardanti il rispetto di norme religiose, come la partecipazione alle funzioni sacre o il divieto di lavorare nei giorni festivi.

## Storia
Questi statuti trovano origine da osservanze tramandate oralmente, che a partire dal XIII secolo iniziarono ad essere redatte in forma scritta. La più antica carta di regola di cui si conserva il testo è datata al 1202 e fu prodotta dalla comunità di Civezzano.  Ad oggi in Trentino si custodiscono i testi di circa 230 statuti e documenti riguardanti la regolazione e l'ordinamento delle comunità rurali organizzate in forma di regola, i più recenti dei quali risalgono alla fine del XVIII secolo.
Le carte di regola dovevano risolvere tutti i possibili contenziosi che potevano sorgere presso le antiche comunità rurali, e scoraggiare, tramite le pene stabilite, chi intendesse trasgredire le disposizioni in esse contenute.
Queste normative dovevano essere rispettate da tutti gli abitanti di un determinato villaggio o gruppo di villaggi, mentre in alcuni casi vi erano ordinamenti riguardanti un’intera valle (Fiemme, Fassa, Ledro, Primiero)
Le carte di regola degli antichi villaggi trentini, pur presentando molte analogie, erano anche diversificate in base alle esigenze, alle caratteristiche del territorio e alle consuetudini di ogni singola comunità. Se gli statuti più antichi in età medievale erano redatti in latino, nei secoli successivi prevalse l’uso del volgare italiano, e nel corso del tempo videro continue integrazioni di nuove norme, e in casi frequenti anche revisioni e riscritture integrali del testo.  In ogni caso era indispensabile che la comunità ottenesse l’approvazione del testo dal principe vescovo di Trento, oppure, nelle enclave tirolesi, del conte del Tirolo e dei nobili locali che lo rappresentavano.
All'inizio del XIX secolo, durante l'esperienza del Regno d’Italia napoleonico (1810-1813), l'avvento dei comuni moderni e la soppressione delle istituzioni regoliere causarono la decadenza di questi statuti.
Compilazioni analoghe, conosciute come Weistümer, erano vigenti anche nel Tirolo di lingua tedesca.